# The Dead Don't Die (2019)
The Dead Don't Die is een Amerikaanse horrorkomedie uit 2019 onder regie van Jim Jarmusch. De film beschikt over een ensemblecast bestaande uit onder meer Adam Driver, Bill Murray, Chloë Sevigny en Tilda Swinton.

## Verhaal
Een klein, vredig stadje wordt plots bedreigd door zombies. Drie politieagenten en een excentrieke, Schotse vrouw die in een uitvaartcentrum werkt slaan de handen in elkaar om de zombies te verschalken.

## Rolverdeling
| Acteur             | Personage                |
| ------------------ | ------------------------ |
| Bill Murray        | Chief Cliff Robertson    |
| Adam Driver        | Officer Ronald Peterson  |
| Chloë Sevigny      | Officer Minerva Morrison |
| Tilda Swinton      | Zelda Winston            |
| Selena Gomez       | Zoe                      |
| Steve Buscemi      | Farmer Miller            |
| Austin Butler      | Jack                     |
| Rosie Perez        | Posie Juarez             |
| Caleb Landry Jones | Bobby Wiggins            |
| Danny Glover       | Hank Thompson            |
| Luka Sabbat        | Zach                     |
| Tom Waits          | Hermit Bob               |
| Iggy Pop           | Coffee Zombie            |
| Sara Driver        | Coffee Zombie            |
| Carol Kane         | Mallory O'Brien          |
| RZA                | Dean                     |

## Productie
In februari 2018, tijdens de promotiecampagne van Isle of Dogs (2018), raakte bekend dat Bill Murray en Tilda Swinton van plan waren om samen met regisseur Jim Jarmusch een zombiefilm te maken. Een maand later bevestigde Murray het project, getiteld The Dead Don't Die, en kondigde hij ook de medewerking van Daniel Craig en Rosie Perez aan. In juli 2018 werden onder meer Adam Driver, Selena Gomez, Chloë Sevigny, Austin Butler en Steve Buscemi gecast. De opnames gingen in juli 2018 van start in Fleischmanns, een landelijk dorpje dat zo'n 250 km ten noorden van New York ligt.

## Release en ontvangst
The Dead Don't Die ging op 14 mei 2019 in première als openingsfilm van het filmfestival van Cannes. De film kreeg gemengde kritieken van de filmcritici, met een score van 54% op Rotten Tomatoes, gebaseerd op 318 beoordelingen.